# Mafadi
Mafadi es un pico en la frontera de Sudáfrica y Lesoto.  A una altura 3450 m, es la montaña más alta en Sudáfrica, pero es más baja que el Thabana Ntlenyana, el pico más alto de Lesoto el cual es, a una altitud de 3482 m, el punto más alto en África meridional. 

## Ascenso
Los ascensos del Mafadi, intentados desde el lado sudafricano, normalmente se hacen desde un sitio de campamento en una ruta que empieza a ocho kilómetros. A éste le sigue la subida del río y con una combinación de caminos cortos y saltar los cantos rodados.  Esto termina en el fondo de la cresta, el cual lleva al molar, con un sitio de acampada.  El subsecuente sendero arriba de la cresta de la cima de las montañas es conocido como  Leslie's Pass (Paso de Leslie).  El sendero sigue la cresta hasta por debajo de una banda rocosa donde la atraviesa al lado sur.  El camino continúa arriba de una sección corta de pedregal, seguido por más ascenso de un gradiente completamente escarpado, hasta los 20 metros finales que están compuestos de una cuesta cubierta de hierba.  Desde ahí, la cima de Leslie's Pass (at S 29 09 12.7 E 29 20 38.0), la cima de las montañas continúan en el Mafadi.